# Oncocnemis intruda
Oncocnemis intruda là một loài bướm đêm trong họ Noctuidae.